# Habrotrocha placida
Habrotrocha placida är en hjuldjursart som beskrevs av Colin Milne 1916. Habrotrocha placida ingår i släktet Habrotrocha och familjen Habrotrochidae. Inga underarter finns listade i Catalogue of Life.